# Yoga aktuell
Yoga aktuell ist ein Magazin für Yoga, Ayurveda, Meditation und Spiritualität.
Yoga aktuell wurde 2000 von Matthias Beck (Geschäftsführer) und Uwe Haardt (Chefredakteur) gegründet. Die Auflage beträgt 55.000 Exemplare (Stand von Juli 2020). Programmatisches Anliegen ist es, der Vielfalt der heutigen Yogaszene gerecht zu werden, einen Überblick über Traditionen und neuere Ausdifferenzierungen des Yoga zu verschaffen und über Neuerscheinungen zu informieren. Die Zeitschrift erscheint zweimonatlich jeweils zum 1. der geraden Monate. Zusätzlich erscheint seit 2011 einmal jährlich ein thematisches Sonderheft aus der Reihe „Yoga aktuell Spezial“. Yoga aktuell ist im Abo und über den Pressevertrieb erhältlich und kann in Deutschland, Österreich, in der Schweiz und in weiteren Ländern bezogen werden.